# La Girona (schip, 1588)
La Girona was een tot galjoen omgebouwd galeischip van de Spaanse Armada van 1588. Het schip verging op de klippen van Lacada Point van de County Antrim in Ierland.
Na de vlucht van de Slag bij Grevelingen en de tocht om Schotland, kon La Girona ankeren in de haven van Killybegs, Donegal. Twee andere schepen van de Armada vergingen bij een poging deze haven te bereiken. Met hulp van een plaatselijk hoofd, MacSweeney Bannagh, werd de Girona gerepareerd en verliet Killybegs in oktober 1588 met 1300 man aan boord, inclusief Don Alonso Martínez de Leyva.
Het schip kwam voorbij Lough Foyle, maar door een storm liep het op de klippen bij het kasteel van Dunluce in het graafschap Antrim. Er waren negen overlevenden welke naar Schotland werden afgevoerd door Sorley Boy MacDonnell. Op de stranden spoelden 260 lichamen aan.

## Berging

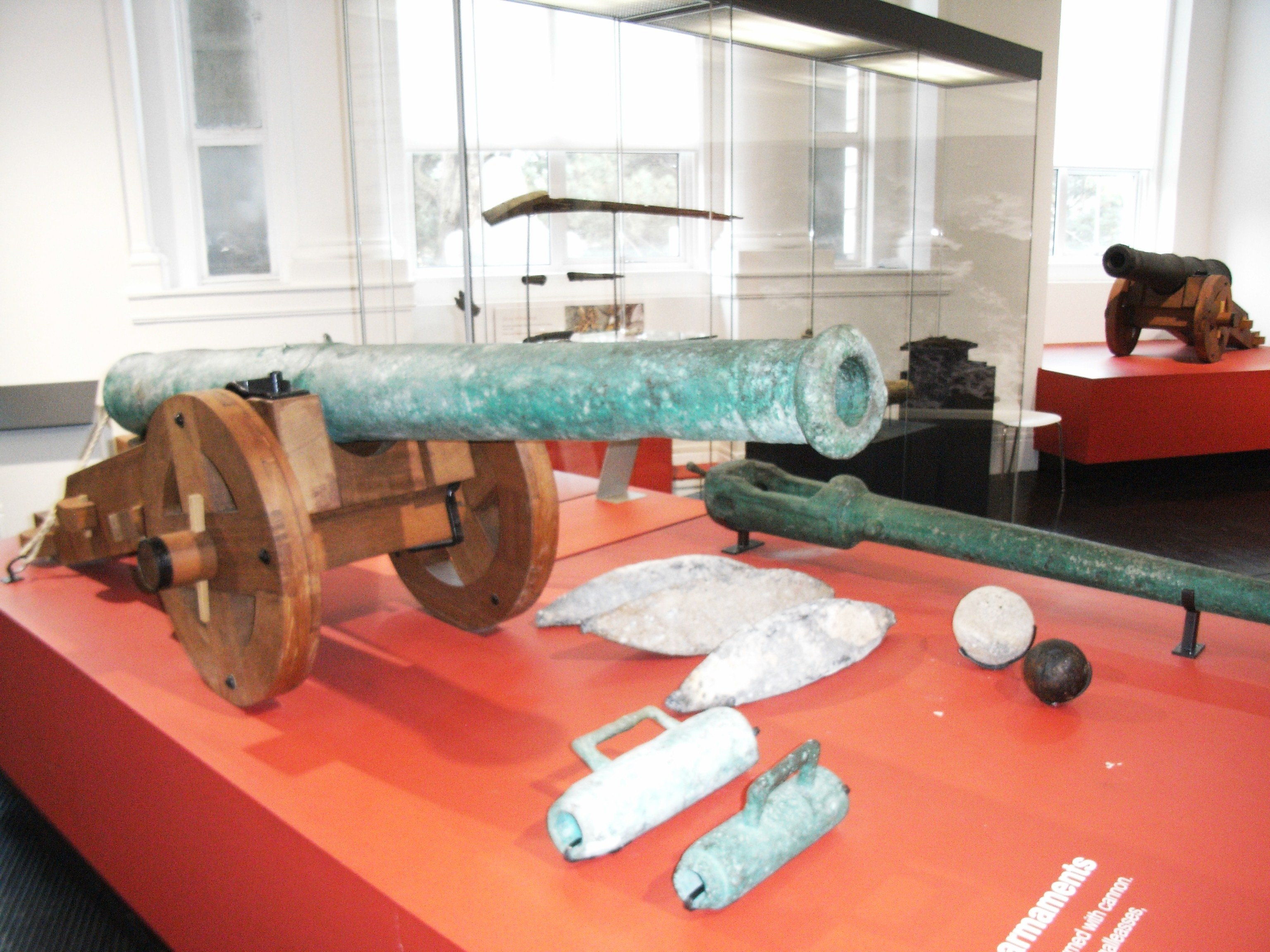
Een geborgen kanon van de Girona

Enige maanden na de schipbreuk voerde George Carew de eerste bergingsactiviteiten uit, waarbij hij klaagde over de kosten van de operatie en dat hij de bergers van veel usequebaugh (whisky) moest voorzien. Hij borg drie kanonnen en twee 'schatkisten'.
Aan de kust van Portballintrae borg een groep Belgische duikers de grootste schatten van de Armada. Het goud en de juwelen van de Girona bevinden zich nu in het Ulster Museum in Belfast.